# Ghaleb Majadleh
Ghaleb Majadleh (en hébreu : ראלב מג'אדלה, en arabe : غالب مجادلة) est un homme politique israélien, né le 5 avril 1953 à Baka al-Gharbia. Il est membre du parti travailliste et député à la Knesset depuis 2004. C'est le premier arabe israélien qui travaille au sein du gouvernement du pays.

## Biographie
Ghaleb Majadleh nait le 5 avril 1953 à Baka al-Gharbia. Pendant l'adolescence, il rejoint le mouvement HaNoar HaOved VeHaLomed dont il devient secrétaire. Homme d'affaires, il devient secrétaire du conseil régional des travailleurs et dirige le département de l'éducation et des sports du syndicat Histadrut. Il rejoint le parti travailliste.
Il figure à la vingtième place sur la liste du parti pour les élections de la Knesset de 2003. Même si le parti n'obtient que 19 sièges, Majalede intègre la Knesset en remplacement d'Avraham Burg, à la suite de sa démission le 28 juin 2004. Il est réélu en 2006. 
Le 10 janvier 2007, Amir Peretz déclare son intention de le nommer ministre de la Science, de la Culture et du Sport. Le 28 janvier 2007, la Knesset vote sa nomination à un ministère sans portefeuille. Sa nomination est confirmée par un vote où tous les ministres, excepté Avigdor Lieberman, président d'Israel Beytenou. Au mois de mars suivant, il obtient finalement le ministère de la Science, de la Culture et du Sport.
Ghaleb Majadleh, alors ministre, refuse de chanter la Hatikvah en 2007. Dans la polémique qui suit, le journal Haaretz publie une mise en cause des paroles de l'hymne qui devrait, selon Bradley Burston (en), pouvoir être chanté par tous les citoyens israéliens : « Israël a besoin d'un nouvel hymne, un hymne que les Arabes puissent chanter ».
Sa nomination en tant que ministre fait l'objet des critiques suivantes : Mohammad Barakeh la qualifie de « sale tour » qui ne fera pas avancer la cause des Arabes, et Esterina Tartman du parti Yisrael Beiteinu la juge nuisible pour le sionisme. La critique de Tartman, controversée, est qualifiée de raciste par des législateurs de tout bords politiques, certains  législateurs travaillistes ont exigé qu'Israel Beiteinu soit expulsé de la coalition gouvernementale comme condition pour que les travaillistes continuent à participer au gouvernement. 
En 2009, il figure à la quinzième place de la liste travailliste, mais le parti n'obtient que treize sièges. Il remplace Yuli Tamir le 13 avril 2010 après sa démission. 
En 2013, il figure à la dix-septième place de la liste travailliste, mais le parti obtient quinze sièges. Le 14 décembre 2014, il remplace Binyamin Ben-Eliezer après sa démission pour raisons de santé (le seizième de la liste, Danny Atar (en), ayant renoncé à prendre la place). 
En 2015, il ne se représente pas et ne siège donc plus à la Knesset.  